# Джей (тауншип, Миннесота)
Джей (англ. Jay) — тауншип в округе Мартин, Миннесота, США. На 2000 год его население составило 269 человек.

## География
По данным Бюро переписи населения США площадь тауншипа составляет 93,9 км², из которых 93,9 км² занимает суша, a вода составляет 0,03 %.

## Демография
По данным переписи населения 2000 года здесь находились 269 человек, 97 домохозяйств и 80 семей.  Плотность населения —  2,9 чел./км².  На территории тауншипа расположено 105 построек со средней плотностью 1,1 построек на один квадратный километр. Расовый состав населения: 97,77 % белых, 0,37 % азиатов, 0,74 % — других рас США и 1,12 % приходится на две или более других рас. Испанцы или латиноамериканцы любой расы составляли 1,12 % от популяции тауншипа.
Из 97 домохозяйств в 36,1 % воспитывались дети до 18 лет, в 77,3 % проживали супружеские пары, в 4,1 % проживали незамужние женщины и в 16,5 % домохозяйств проживали несемейные люди. 14,4 % домохозяйств состояли из одного человека, при том 7,2 % из — одиноких пожилых людей старше 65 лет. Средний размер домохозяйства — 2,77, а семьи — 3,06 человека.
30,5 % населения — младше 18 лет, 6,7 % — в возрасте от 18 до 24 лет, 24,5 % — от 25 до 44, 22,3 % — от 45 до 64, и 16,0 % — старше 65 лет. Средний возраст — 40 лет. На каждые 100 женщин приходилось 97,8 мужчин.  На каждые 100 женщин старше 18 приходилось 114,9 мужчин.
Средний годовой доход домохозяйства составлял 37 500 долларов, а средний годовой доход семьи —  39 688 долларов. Средний доход мужчин —  30 385  долларов, в то время как у женщин — 21 667. Доход на душу населения составил 16 381 доллар. За чертой бедности находились 10,1 % семей и 8,2 % всего населения тауншипа, из которых 1,3 % младше 18 и 17,4 % старше 65 лет.